# Gerard van Brandwijk (1673-1725)
Gerard van Brandwijk, heer van Bleskensgraaf (Dordrecht, gedoopt 1 september 1673 – Gouda, 20 november 1725) was burgemeester van de Noord-Nederlandse stad Gouda.

## Leven en werk
Van Brandwijk, zoon van de Dordtse vroedschap Gerard van Brandwijk en Swana Maria Schievelberg, studeerde rechten aan de Universiteit Leiden. Hij werd ingeschreven aan deze universiteit in 1691 en promoveerde aldaar in 1717. In 1701 werd hij poorter van Gouda. Hij vervulde in Gouda diverse bestuurlijke functies. Van 1707 tot 1725 maakte hij deel uit van de Goudse vroedschap. Hij was gasthuisvader, schepen, politiemeester, kerkmeester, weesmeester, scholarch en burgemeester. Namens Gouda was hij van 1712 tot 1714 lid van de Admiraliteit van Amsterdam, van 1719 tot 1722 lid van de Staten van Holland en in de jaren 1724 en 1725 lid van de Staten-Generaal. In de periode van 1714 tot 1723 vervulde hij zes keer de functie van burgemeester. In 1708 verkreeg hij de heerlijkheid Bleskensgraaf en mocht hij zich heer van Bleskensgraaf noemen.
De dichter Jan van Hoogstraten maakte ter gelegenheid van zijn burgemeestersbenoeming in 1714 het volgende gedicht:

Terwijl 't zeeheldenschap aan 't Y 't verlies betreurt
Des braven Raadsheers, hier tot Borgerheer gekozen;
Verheugt in dezen rouw, zig de Yssel op haar beurt
En roemd het ryk gewin, de stad hierdoor beschoren.

Van Brandwijk trouwde in 1700 te Gouda met Agatha van der Burgh, dochter van de Goudse burgemeester Aelbrecht van der Burgh. Hun in 1704 geboren zoon Gerard werd ook burgemeester van Gouda. Zijn eerste vrouw overleed in 1705. Hij hertrouwde in 1714 te Gouda met zijn schoonzuster Aemilia Storm, vrouwe van Hoogeveen, dochter van de kapitein der infanterie Gerard Storm. Van Brandwijk overleed in november 1725 te Gouda. Hij werd begraven in de Sint-Janskerk te Gouda.